# 陳增
陳增（？—1605年），明朝宦官，明神宗萬曆年間礦稅太監。

## 生平
萬曆二十年（1592年），哱拜之亂，寧夏用兵耗金二百餘萬。朝鮮之役前後八年，耗金七百餘萬。萬曆二十四年（1596年），乾清宮、坤寧宮失火。萬曆二十五年（1597年），皇極殿失火。萬曆二十七年（1599年），用兵播州楊應龍，用金二三百萬。國庫由此空虛，礦稅大興，明神宗派宦官四處收稅。陳增奉命到山東徵收礦稅，多為不法，迫害地方官民。山東巡撫尹應元上奏他有二十條罪狀，被罰銀。陳增仗勢欺人，黨羽到浙江，稱奉密旨挖寶，讓人告密，迫害數百大商巨賈。鳳陽巡撫李三才彈劾他。他的同黨程守訓坐贓。陳增於是搜出程守訓私藏的珍寶贓銀四十余萬，奏問朝廷。被押到京師處死。陳增於萬曆三十三年（1605年）死。

## 传記資料
- 《明史》 宦官列传